# IC 3166
IC 3166 — галактика типу NF (в процесі підтвердження) у сузір'ї Велика Ведмедиця.
Цей об'єкт міститься в оригінальній редакції індексного каталогу.